# Conde de Vilalva
Conde de Vilalva é um título nobiliárquico criado pelo Rei D. Carlos I de Portugal por Decreto de 9 de Janeiro de 1902 em favor de José Maria Eugénio de Almeida.
Grande proprietário e capitalista, o 1º Conde era filho de Carlos Maria Eugénio de Almeida, Par do Reino e de Maria do Patrocínio Biester de Barros Lima. Era irmão do Conde de Arge.

## Condes de Vilalva (1902)

### Titulares
1. José Maria Eugénio de Almeida (1873–1937), 1.º Conde de Vilalva
2. Vasco Maria Eugénio de Almeida (1913–1975), 2.º Conde de Vilalva
3. Nuno Alexandre Graça Eugénio de Almeida, 3.º Conde de Vilalva[4]